# نفیساتو تیام
نَفیساتو (نَفی) تیام (انگلیسی: Nafissatou (Nafi) Thiam؛ زادهٔ ۱۹ اوت ۱۹۹۴) ورزشکار دو و میدانی اهل بلژیک است. وی برندهٔ مدال طلا در بازی‌های المپیک تابستانی ۲۰۱۶ در رشتهٔ هفت‌گانه است. رکورد او در هفت‌گانه ۷٫۰۱۳ امتیاز است و سومین رکورددار جهان به شمار می‌رود.